# گلبانگ شجریان
گلبانگ شجریان نام یک مجموعه موسیقی در سبک سنتی ایرانی باصدای محمدرضا شجریان می‌باشد که در گذشته در قالب دو کاست صوتی و امروزه در یک مجموعه به فروش می‌رسد.
بخش اول این مجموعه که با نام بت چین شناخته می‌شود شامل اجرای برخی تصانیف علی‌اکبر شیدا و درویش خان با تنظیم فریدون شهبازیان و همکاری فرامرز پایور (نوازندهٔ سنتور) و هوشنگ ظریف (نوازندهٔ تار) در ساز و آوازها می‌شود. تصنیف بت چین نیز یکی از تصنیف‌های اجرا شده در این بخش می‌باشد.
بخش دوم که با نام دولت عشق شناخته می‌شود با همکاری احمد عبادی (نوازندهٔ سه‌تار) و علی‌اصغر بهاری (نوازندهٔ کمانچه) و آهنگ‌سازی حسن یوسف‌زمانی اجرا شده‌است.

## شرح اثر

### بت چین (سی‌دی اول)

#### هنرمندان
- آواز: محمدرضا شجریان
- سنتور: فرامرز پایور
- تار: هوشنگ ظریف
- آهنگسازان: علی‌اکبر شیدا، درویش خان
- تنظیم: فریدون شهبازیان

سایر نوازندگان این اثر ناشناس می‌باشند.

#### فهرست آهنگ‌ها
| شماره      | نام                | سراینده      | آهنگساز      | مدت   |
| ---------- | ------------------ | ------------ | ------------ | ----- |
| ۱.         | «تصنیف بت چین»     | علی‌اکبر شیدا | علی‌اکبر شیدا | ۰۵:۲۰ |
| ۲.         | «ساز و آواز»       | حافظ         |              | ۱۷:۰۲ |
| ۳.         | «تصنیف بت چین»     | علی‌اکبر شیدا | علی‌اکبر شیدا | ۰۵:۲۴ |
| ۴.         | «تصنیف عشق تو»     | محمدتقی بهار | علی‌اکبر شیدا | ۰۷:۰۷ |
| ۵.         | «ساز و آواز»       | سعدی         |              | ۱۸:۵۶ |
| ۶.         | «تصنیف ز من نگارم» | محمدتقی بهار | درویش خان    | ۰۳:۳۵ |
| مجموع مدت: | مجموع مدت:         | مجموع مدت:   | مجموع مدت:   | ۵۷:۲۶ |

### دولت عشق (سی‌دی دوم)

#### هنرمندان
- آواز: محمدرضا شجریان
- سه‌تار: احمد عبادی
- کمانچه: علی‌اصغر بهاری
- آهنگساز: حسن یوسف‌زمانی
- قانون: سیمین آقارضی

سایر نوازندگان این اثر ناشناس می‌باشند.

#### فهرست آهنگ‌ها
موسیقی همهٔ ترانه‌ها توسط حسن یوسف‌زمانی ساخته شده‌است.
| شماره      | نام                | سراینده    | آهنگساز       | مدت   |
| ---------- | ------------------ | ---------- | ------------- | ----- |
| ۱.         | «تصنیف مبتلا»      | باباطاهر   | حسن یوسف‌زمانی | ۰۵:۴۰ |
| ۲.         | «ساز و آواز»       | باباطاهر   | حسن یوسف‌زمانی | ۰۷:۰۶ |
| ۳.         | «قطعه ارکستری»     |            | حسن یوسف‌زمانی | ۰۱:۲۵ |
| ۴.         | «ادامه ساز و آواز» | باباطاهر   | حسن یوسف‌زمانی | ۰۷:۰۴ |
| ۵.         | «قطعه ارکستری»     |            | حسن یوسف‌زمانی | ۰۱:۲۵ |
| ۶.         | «ادامه ساز و آواز» | باباطاهر   | حسن یوسف‌زمانی | ۰۳:۰۶ |
| ۷.         | «تصنیف مبتلا»      | باباطاهر   | حسن یوسف‌زمانی | ۰۴:۳۳ |
| ۸.         | «تصنیف دولت عشق»   | حافظ       | حسن یوسف‌زمانی | ۰۷:۰۶ |
| ۹.         | «ساز و آواز»       | حافظ       | حسن یوسف‌زمانی | ۱۶:۰۲ |
| ۱۰.        | «تصنیف دولت عشق»   | حافظ       | حسن یوسف‌زمانی | ۰۷:۰۹ |
| مجموع مدت: | مجموع مدت:         | مجموع مدت: | مجموع مدت:    | ۶۰:۳۸ |